# 石峰駅
石峰駅（ソクポンえき、朝鮮語: 석봉역）は、朝鮮民主主義人民共和国咸鏡北道富寧郡にある、朝鮮民主主義人民共和国鉄道省咸北線の鉄道駅である。